# Nowy Las (przystanek kolejowy)
Nowy Las – przystanek kolejowy w Nowym Lesie, w województwie opolskim, w Polsce. Znajduje się na linii 137 Katowice - Legnica.

## Ruch pasażerski
| Rok  | Wymiana pasażerska na dobę |
| ---- | -------------------------- |
| 2017 | 0-9                        |
| 2022 | 0-9                        |